# Bakonydraco galaczi
Bakonydraco galaczi byl druh azdarchidního pterodaktyloidního ptakoještěra, který žil v období svrchní křídy (stupeň santon) na území dnešního Maďarska.

## Objev a popis

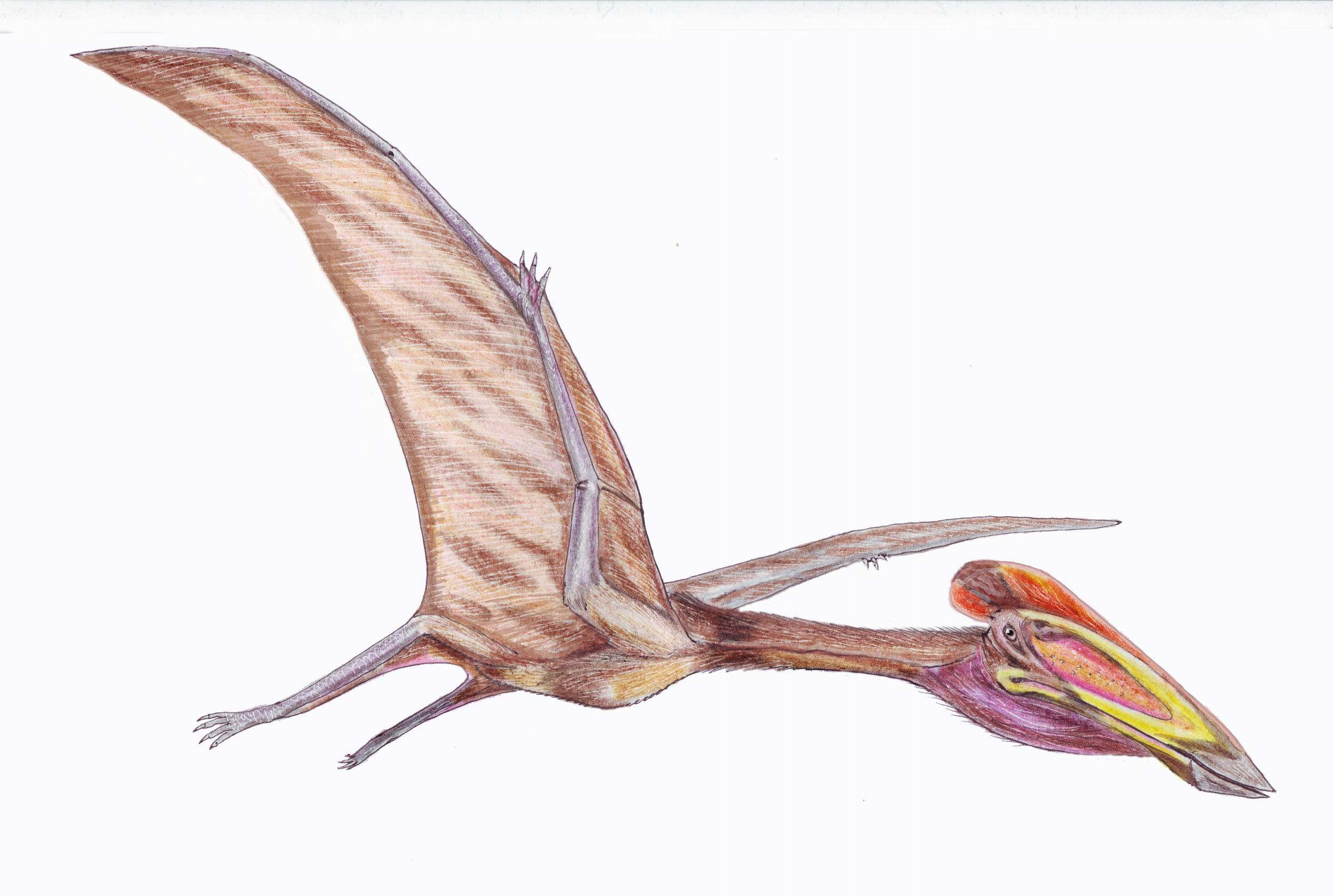
Bakonydraco galaczi - novější rekonstrukce.

V sedimentech souvrství Csehbánya na západě této země byl objeven diagnostický materiál, označovaný jako MTM Gyn/3 a sestávající z části spodní čelisti pterosaura. Další kosterní pozůstatky (krční obratle, části přední končetiny), pocházející ze stejné oblasti, mohou také patřit tomuto druhu. Formálně byl tento ptakoještěr popsán roku 2005.
Baconydraco byl poměrně mohutným ptakoještěrem s rozpětím křídel 3,5 až 4 metry. Je možné, že šlo o rybožravý nebo plodožravý druh. Jeho objevem byla potvrzena přítomnost svrchnokřídových azdarchidů na území dnešní střední Evropy. Podle některých odhadů dokázali tito ptakoještěři urazit ohromné vzdálenosti. Například zástupci příbuzného rodu Quetzalcoatlus zvládli pravděpodobně přeletět v rozmezí 7 až 10 dní na vzdálenost kolem 16 000 kilometrů, a to jen s relativně malým výdejem energie.